# Emanuele Valeri
Emanuele Valeri (ur. 7 grudnia 1998 w Rzymie) – włoski piłkarz grający na pozycji obrońcy w klubie Parma Calcio 1913.

## Kariera juniorska
Valeri grał jako junior przez 4 lata w S.S. Lazio, a także w AS Urbetevere Calcio (do 2016) i na wypożyczeniu w ASD Atletico Vescovio (2015–2016).

## Kariera seniorska

### FC Rieti
Valeri przeszedł do FC Rieti 4 lipca 2016. Zadebiutował u nich 4 września 2016 w meczu z SC Trestina ASD (5:0). Pierwszą bramkę zdobył 6 listopada 2016 w wygranym 3:1 spotkaniu przeciwko FC Castello Calcio. Łącznie rozegrał dla nich 33 mecze i strzelił 3 gole.

### US Lecce
Valeri przeniósł się do US Lecce 18 lipca 2017. Zadebiutował u nich 3 października 2017 w meczu z SS Leonzio 1909 (3:2). Ostatecznie w ich barwach wystąpił 6 razy, nie zdobył żadnej bramki.

### Cesena FC
Valeri trafił do Cesena FC 31 lipca 2018. Zadebiutował u nich 2 września 2018 w meczu Pucharu Serie D z ASD Savignanese (0:2). Pierwszą bramkę zdobył 6 października 2018 w zremisowanym 2:2 spotkaniu przeciwko AC Sangiustese, zanotował wtedy też asystę. Łącznie rozegrał dla nich 66 meczów i strzelił 5 goli.

### US Cremonese
Valeri przeszedł do US Cremonese 10 września 2020. Debiut dla nich zaliczył 27 września 2020 w przegranym 0:2 spotkaniu przeciwko AS Cittadella. Pierwszego gola strzelił 6 lutego 2021 w meczu z Pisa SC (2:1). Ostatecznie w ich barwach wystąpił 107 razy i zdobył 7 bramek.

### Frosinone Calcio
Valeri przeniósł się do Frosinone Calcio 31 stycznia 2024. Debiut dla nich zaliczył 3 lutego 2024 w przegranym 2:3 spotkaniu przeciwko A.C. Milanowi. Łącznie rozegrał dla nich 16 meczów, nie strzelił żadnego gola.

### Parma Calcio 1913
Valeri trafił do Parmy Calcio 1913 13 czerwca 2024. Debiut dla nich zaliczył 11 sierpnia 2024 w przegranym 0:1 spotkaniu Pucharu Włoch przeciwko Palermo FC. Pierwszego gola strzelił 9 listopada 2024 w meczu z Venezia FC.

## Statystyki

### Klubowe
(aktualne na dzień 26 czerwca 2025)
| Klub               | Sezon              | Liga               | Liga  | Liga   | Puchar kraju | Puchar kraju | Puchar ligi | Puchar ligi | Inne  | Inne   | Suma  | Suma   |
| Klub               | Sezon              | Liga               | Mecze | Bramki | Mecze        | Bramki       | Mecze       | Bramki      | Mecze | Bramki | Mecze | Bramki |
| ------------------ | ------------------ | ------------------ | ----- | ------ | ------------ | ------------ | ----------- | ----------- | ----- | ------ | ----- | ------ |
| FC Rieti           | 2016/17            | Serie D            | 31    | 3      | 0            | 0            | 0           | 0           | 2     | 0      | 33    | 3      |
| FC Rieti           | Ogólnie            | Ogólnie            | 31    | 3      | 0            | 0            | 0           | 0           | 2     | 0      | 33    | 3      |
| US Lecce           | 2017/18            | Serie C            | 3     | 0      | 0            | 0            | 1           | 0           | 2     | 0      | 6     | 0      |
| US Lecce           | Ogólnie            | Ogólnie            | 3     | 0      | 0            | 0            | 1           | 0           | 2     | 0      | 6     | 0      |
| Cesena FC          | 2018/19            | Serie D            | 38    | 3      | 0            | 0            | 1           | 0           | –     | –      | 39    | 3      |
| Cesena FC          | 2019/20            | Serie C            | 23    | 2      | 0            | 0            | 4           | 0           | –     | –      | 27    | 2      |
| Cesena FC          | Ogólnie            | Ogólnie            | 61    | 5      | 0            | 0            | 5           | 0           | 0     | 0      | 66    | 5      |
| US Cremonese       | 2020/21            | Serie B            | 33    | 2      | 2            | 0            | –           | –           | –     | –      | 35    | 2      |
| US Cremonese       | 2021/22            | Serie B            | 29    | 3      | 1            | 0            | –           | –           | –     | –      | 30    | 3      |
| US Cremonese       | 2022/23            | Serie A            | 37    | 2      | 5            | 0            | –           | –           | –     | –      | 42    | 2      |
| US Cremonese       | 2023/24            | Serie B            | 0     | 0      | 0            | 0            | –           | –           | –     | –      | 0     | 0      |
| US Cremonese       | Ogólnie            | Ogólnie            | 99    | 7      | 8            | 0            | 0           | 0           | 0     | 0      | 107   | 7      |
| Frosinone Calcio   | 2023/24            | Serie A            | 16    | 0      | 0            | 0            | –           | –           | –     | –      | 16    | 0      |
| Frosinone Calcio   | Ogólnie            | Ogólnie            | 16    | 0      | 0            | 0            | 0           | 0           | 0     | 0      | 16    | 0      |
| Parma Calcio 1913  | 2024/25            | Serie A            | 35    | 2      | 1            | 0            | –           | –           | –     | –      | 36    | 2      |
| Parma Calcio 1913  | 2025/26            | Serie A            | 0     | 0      | 0            | 0            | –           | –           | –     | –      | 0     | 0      |
| Parma Calcio 1913  | Ogólnie            | Ogólnie            | 35    | 2      | 1            | 0            | 0           | 0           | 0     | 0      | 36    | 2      |
| Ogólnie w karierze | Ogólnie w karierze | Ogólnie w karierze | 245   | 17     | 9            | 0            | 6           | 0           | 4     | 0      | 264   | 17     |